# Louisenlund

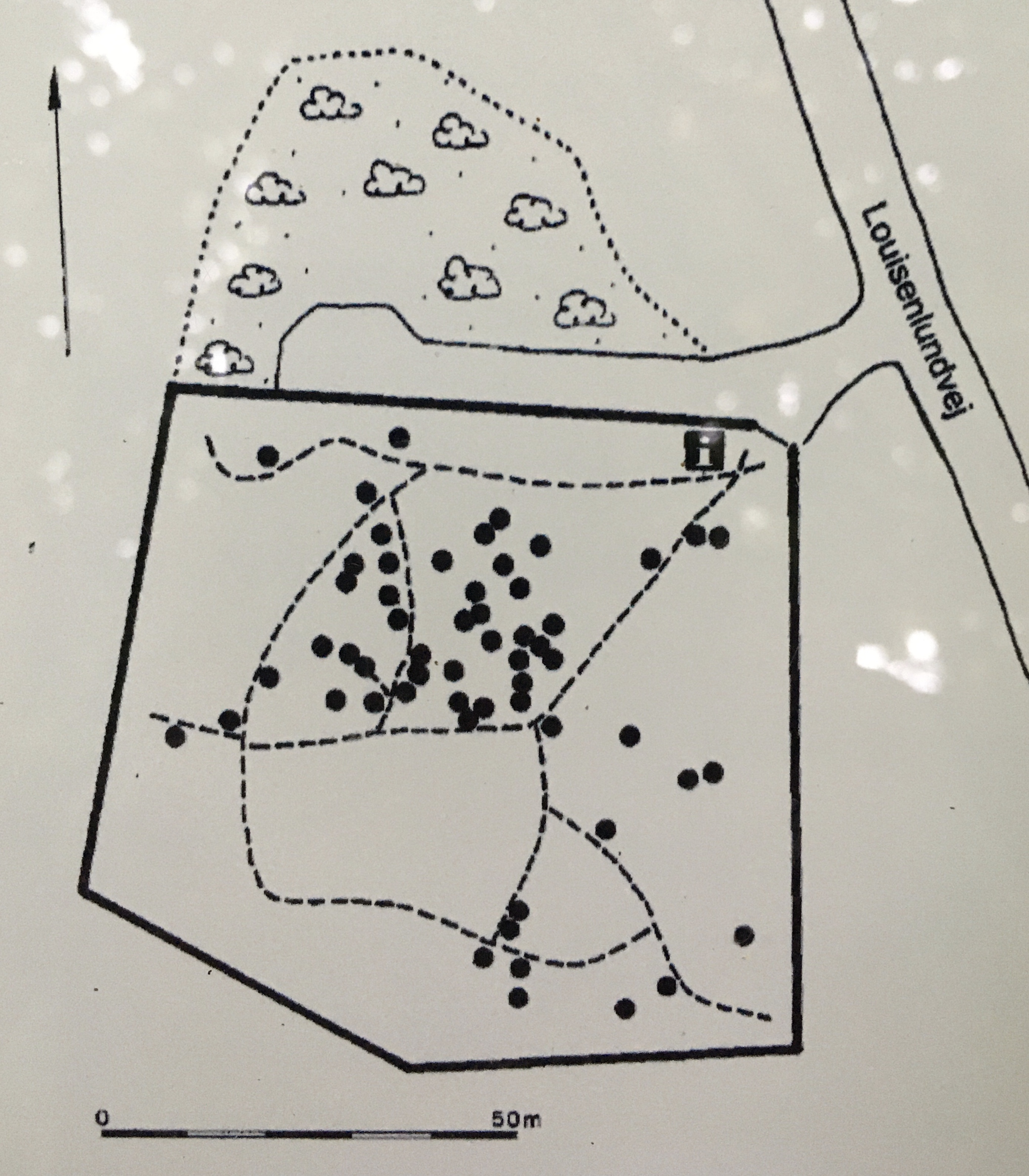
Karta över bautastenarnas placering i Louisenlund

Louisenlund är en fornlämning på Bornholm i Danmark. Den ligger 9 km norr om staden Nexø mellan Østermarie och Svaneke. Platsen är inte arkeologiskt undersökt men anläggningen tros ha uppförts på bronsåldern eller järnåldern. 
Louisenlund har omkring 50 resta stenar (bautastenar) som är upp till 2,50 m höga, Stenar står i en lövskog. Näst platsen Gryet så är det Bornholms största ansamling av resta stenar. Frederik VII köpte platsen 1851 och platsen döptes efter kungens hustru, grevinnan Louise Danner.